# Albert Kaempfen
Albert Kaempfen, parfois appelé Kaempfen-Feyrnet, né  le 15 avril 1826 à Versailles, et mort le 10 août 1907 à Paris 9e, est un journaliste et directeur des Musées nationaux français.

## Biographie
Albert Kaempfen appartient à une famille d'origine suisse. Son père, Antoine Joseph Ignace Aloyse Kaempfen, né à Brigue, a été chirurgien dans l'armée impériale avant de se fixer en France. Il a été nommé chevalier de la Légion d'honneur en 1812. 
Après avoir été naturalisé français, en 1849, Kaempfen a commencé une carrière d'avocat, rapidement abandonnée, pour se tourner vers l'écriture et le journalisme. Il rédige ses premières chroniques dans La Gazette des tribunaux, de 1855 jusqu'en 1866, puis au Temps jusqu'en 1870. Il a été un collaborateur régulier de L'Illustration. Il a aussi écrit dans le Courrier du dimanche, L'Époque, la Revue moderne, la Revue des Provinces, l'Univers illustré, le Magasin des Demoiselles, le Magasin d'éducation et de récréation, la Vie parisienne, le Courrier de Paris. Il écrit sous les pseudonymes de « Henrys, Xavier Feyrnet et Henri Este (ou Est) ». Son pseudonyme de « Xavier Feyrnet » a été plus connu que son nom véritable.
Il fait la rencontre de Jules Ferry. Il devient rédacteur au Journal officiel, en 1871. Puis il entre dans l'administration des Beaux-Arts, en 1879, comme inspecteur. Il est directeur général de Beaux-Arts, en 1882. Quand le parlement décide de vendre les bijoux de la Couronne, dans une lettre au Ministre de l'Instruction publique et des beaux-Arts, Armand Fallières, il soutient l'amendement d'Agénor Bardoux qui propose que « le produit de cette vente sera affecté à la création d'une caisse de dotation des Musées nationaux », en 1884. Il a constaté que les moyens financiers à la disposition des musées nationaux ne leur permet d'acheter d'œuvres d'art face à la concurrence des musées étrangers, il estime que l'achat d'œuvres d'art n'est pas « une vanité puérile ou une rivalité oiseuse ... la richesse de nos musées, c'est la richesse du pays lui-même ... Pour la classe laborieuse, le Louvre est une des écoles les plus aimées, la plus fréquentée de toutes. » Il propose que créer, à côté de la caisse, un comité pour les acquisitions des Musées nationaux.
Il est administrateur par intérim de la Comédie-Française, en 1885. Il est nommé directeur des Musées nationaux et de l'École du Louvre en 1889. En 1896, une tiare est proposée à l'achat au musée du Louvre. La tiare d'Olbia est présentée avec l'accord d'Albert Kaempfen à la Réunion des Musées nationaux qui accepte l'achat. Très vite, des soupçons sur son authenticité vont se faire jour. En 1903, un artiste de Montmartre avoue qu'il a fait la fausse tiare, en fait le véritable faussaire est un graveur d'Odessa, Israël Rouchomawsky. Éclaboussé par ce scandale, il doit quitter la direction des musées nationaux, début 1904.
Il a légué une copie ancienne de Rembrandt qui appartenait à son père au musée du Louvre avant de quitter ses fonctions. Chevalier de la Légion d'honneur, en 1882, il fut promu au rang d’officier de la Légion d'honneur, en 1887.
Albert Kaempfen, Louis Schrœder et Maurice Bixio, sont présents à l'inhumation de Nelly Marandon de Montyel, directrice de l’École Nationale de dessin pour les jeunes filles, à l'église Saint-François-de-Sales le 14 juillet 1893.

## Publications
- Notice biographique sur le comte Colonna d'Istria, premier président de la cour impériale de Bastia, en 1860 (lire en ligne)
- La tasse à thé, en 1866 (lire en ligne).
- Paris capitale du monde, avec Edmond Texier, en 1867.